# Juan Carlos de Andosilla
Juan Carlos (de) Andosilla (Murcia, 27 de septiembre de 1644–Roma, 14 de abril de 1685) fue un cosmógrafo y matemático jesuita español.
Ingresó en la Compañía de Jesús en 1660 y enseñó en el Colegio Imperial de Madrid desde al menos 1672 hasta 1685. Enseñó tres años de gramática y luego matemáticas, empezando por ser ayudante del matemático jesuita José Zaragoza, profesor de matemáticas del rey Carlos II. Según afirma este último en su libro Fabrica y uso de varios instrumentos mathematicos (1675), entre ambos y el también jesuita Bartolomé Alcázar construyeron la colección de instrumentos matemáticos que el duque de Medinaceli regaló al Rey en su decimocuarto cumpleaños. Al fallecer José Zaragoza lo sustituyó en el Colegio Imperial, pero solo un año, porque fue nombrado cosmógrafo real. En el desempeño de ese cargo defendió los intereses de la corona ante el Papa habida cuenta de que los portugueses habían fundado en 1680 la Nova Colonia do Sacramento frente a Buenos Aires, a orillas del Río de la Plata contraviniendo el Tratado de Tordesillas. Para ello viajó a Roma, donde también observó la trayectoria del cometa de 1682, probablemente el Halley. Allí falleció prematuramente (1685), dejando inéditas sus investigaciones.